# Tabanus xanthogaster
Tabanus xanthogaster är en tvåvingeart som beskrevs av Philippi 1865. Tabanus xanthogaster ingår i släktet Tabanus och familjen bromsar. Inga underarter finns listade i Catalogue of Life.